# Kevin Wattamaleo
Kevin Wattamaleo est un footballeur néerlandais d'origine surinamienne, né le 25 janvier 1989 à Rotterdam aux Pays-Bas. Il évolue comme milieu de terrain.

## Palmarès
Néant